# 森安五郎
森 安五郎（もり やすごろう、1913年（大正2年）5月6日 - 1937年（昭和12年）11月7日）は、大日本帝国陸軍の軍人。最終階級は陸軍歩兵少尉。第二次上海事変の英雄。殊勲甲、勲六等功四級。静岡県出身。

## 経歴
静岡県立静岡中学校を経て、1936年、静岡高等学校 (旧制)卒業。大日本帝国陸軍補充員の見習士官。
1937年（昭和12年）11月7日に上海蘇州河南岸の趣家宅で戦死。殊勲甲、陸軍歩兵少尉に特進。

## 戦闘の経緯
第二次上海事変の戦いは苛烈を極め、第三師団歩兵第34連隊（静岡連隊）は戦時編成3,800人、戦死者1,248人、戦傷者2,146人。連隊死傷率は90％を超えた。要塞・ 陣地・水濠を張りめぐらした中国国民革命軍第36師（師長：宋希濂陸軍中将）の強力な抵抗に苦戦。10月、軍部は緊急に1,200名の補充員を配置。1937年10月13日、森安五郎は補充員小隊長として、歩兵第34連隊第1大隊第3中隊に入隊。。16日から25日にかけて、大場鎮近くの攻略作戦に参加。小隊を率い中国軍の16人目の兵士を捕虜にする。28日、歩兵第34連隊が渡河作戦を開始、森小隊は最初に川を渡った部隊に属する。11月3日、小隊は中国軍の2つのトーチカを占領。5日、蘇州河南岸の薛家墅を占領。7日、命を受け林肯路を落とすが、部隊の進軍は趣家宅に阻まれる。午後2時40分、森小隊長と小隊が餌として中国軍の火力を集めて北に移動。趣家宅トーチカの下に移動した時、森は中国軍の機関銃が日本軍に向けて掃射されているのを見た。傷を負った森は、自らの身体で特火点の射撃孔を塞ぎ戦死。その壮烈な姿に鼓舞された部隊は直ちに趣家宅を攻め、敵の大隊を壊滅。その後、歩兵第34連隊は上海蘇州河南岸を占領。9日、蔣介石、上海から撤退命令。1938年10月7日、第四回支那事変論功行賞、前例を破り功四級金鵄勲章を追贈。

## 栄典
1937年（昭和12年）11月7日
- 功四級金鵄章[2]
- 勲六等単光旭日章[2]
- 支那事変従軍記章[2]